# Olivia Olson
Olivia Olson (* 21. května 1992, Los Angeles, Kalifornie, USA) je americká zpěvačka a herečka. Českým divákům je patrně nejvíce známá svým singlem All i want for christmas is you,[ujasnit] který zpívá v britském filmu Láska nebeská z roku 2003, kde hrála nejkrásnější holku ve škole, do které je v tomto filmu zamilovaný Sam (Thomas Sangster).